# Dahua (köping i Kina, Sichuan, lat 30,08, long 104,16)
Dahua (kinesiska: 大化镇, 大化) är en köping i Kina. Den ligger i provinsen Sichuan, i den sydvästra delen av landet, omkring 65 kilometer söder om provinshuvudstaden Chengdu. Antalet invånare är 23 737. Befolkningen består av 11 889 kvinnor och 11 848 män. Barn under 15 år utgör 16,0 %, vuxna 15-64 år 69 %, och äldre över 65 år 14,0 %.
Genomsnittlig årsnederbörd är 1 222 millimeter. Den regnigaste månaden är juli, med i genomsnitt 338 mm nederbörd, och den torraste är december, med 9 mm nederbörd.